# L'home de la sabata vermella
L'home de la sabata vermella (títol original: The Man with One Red Shoe) és una pel·lícula estatunidenca dirigida per Stan Dragoti, estrenada l'any 1985. Es tracta del remake del Gran ros amb una sabata negra dirigida per Yves Robert el 1972. Ha estat doblada al català.

## Argument
Cooper, el cap adjunt de la CIA, vol ocupar el lloc del seu cap. Aquest, al corrent dels moviments del seu col·laborador, li dona informacions falses en relació amb un home que ha de presentar-se aquell mateix dia a l'aeroport. Cooper sospita llavors d'un desconegut amb sabates desaparellades i posa els seus homes al seu darrere.

## Repartiment
- Tom Hanks: Richard
- Dabney Coleman: Cooper
- Lori Singer: Maddy
- Charles Durning: Ross
- Edward Herrmann: Brown
- James Belushi: Morris
- Carrie Fisher: Paula
- Gerrit Graham: Carson
- Tom Noonan: Reese
- Irving Metzman: Virdon
- David L. Lander: Stemple
- Ritch Brinkley: Hulse
- Franck Hamilton: Edgar
- Dortha Ducksworth: Natalie
- George Martin: el president del Senat